# Falaba
Falaba é uma cidade da Serra Leoa no distrito de Coinadugu na província do Norte. A população de Falaba foi estimada em 15.622 habitantes. A população de Falaba é em grande parte dos grupos étnicos dialonquês, curancos e alguns mandingas. Falaba é praticamente toda muçulmana e é conhecida por sua população muçulmana profundamente religiosa. A agricultura é a principal atividade econômica em Falaba.

## História
Como a capital de Solimana, Falaba era uma cidade-fortaleza nas ricas rotas de comércio de escravos para a costa ocidental da África. Foi visitado em 1822 por Alexander Gordon Laing, e em 1869 por William Winwood Reade; e assim foi considerado nominalmente britânico.
Em 1884, o conquistador mandinga Samori Turé juntou-se ao rei de Caliere no ataque a Solimana, então sob o domínio de Manga Seua. Após o general N'fa Ali de Samori destruiu várias aldeias vizinhas, as forças mandingas iniciaram um cerco de cinco meses à própria Falaba. Com os moradores da cidade quase morrendo de fome, Manga Seua não suportou a fome de seu povo e pelo simples fato de estar sendo comprometido por suas aldeias vizinhas ele jurou nunca se render ao exército de Samori, então ele decidiu ir para o casa de pólvora para cometer suicídio acendendo-a, sua esposa disse que não dormiria com nenhum outro homem além de seu marido (Manga Seua), sua Iaeliba (uma pessoa que canta e louva Reis e grandes pessoas) também decidiu se juntar a ele em a pólvora dizendo assim que não elogiaria nenhum outro rei, então os dois entraram no paiol de pólvora Falaba e acenderam uma tocha, simultaneamente se matando e rompendo as paredes de Falaba. O Império de Uassulu; após a própria queda de Samori vários anos depois, foi recuperado pelos britânicos.
O tratado anglo-francês de 1895 deixou a cidade sem um interior afluente, e o posto administrativo colonial foi transferido de Falaba para Cabala. Como resultado, Falaba declinou depois de 1895. Falaba estava situada a aproximadamente trinta milhas a nordeste de Cabala.

## Destruição
Relatórios indicam que os combates em Falaba durante a Guerra Civil de Serra Leoa na década de 1990 fizeram com que a maioria das pessoas fugisse da cidade. Em um relatório de imprensa de 27 de maio de 1998, uma testemunha disse que "as cidades de Falaba, Sincunia, Musaia-Mongo Bendugu, Crubonia, Bafodia e Ifim foram parcialmente ou totalmente destruídas". As estradas e pontes para Fabala também foram quase totalmente destruídas e a cidade severamente danificada, de acordo com uma pesquisa de danos do pós-guerra. Uma pesquisa aérea em 2001 relatou Falaba como uma "aldeia".